# North Hero
North Hero település az Amerikai Egyesült Államok Vermont államában, Grand Isle megyében, melynek megyeszékhelye is. Lakosainak száma 939 fő (2020. április 1.).

## Népesség
A település népességének változása:
| Lakosok száma | 810  | 803  | 939  |
|               | 2000 | 2010 | 2020 |